# Anjetjärnen
Anjetjärnen är en sjö i Åre kommun i Jämtland och ingår i Indalsälvens huvudavrinningsområde. Sjön har en area på 0,268 kvadratkilometer och ligger 455,4 meter över havet.

## Delavrinningsområde
Anjetjärnen ingår i det delavrinningsområde (706993-134299) som SMHI kallar för Utloppet av Anjan. Medelhöjden är 464 meter över havet och ytan är 84,03 kvadratkilometer. Räknas de 74 avrinningsområdena uppströms in blir den ackumulerade arean 442,37 kvadratkilometer. Anjeströmmen (Vukumanån) som avvattnar avrinningsområdet har biflödesordning 2, vilket innebär att vattnet flödar genom totalt 2 vattendrag innan det når havet efter 347 kilometer. Avrinningsområdet består mestadels av skog (53 procent) och sankmarker (12 procent). Avrinningsområdet har 24,81 kvadratkilometer vattenytor vilket ger det en sjöprocent på 29,5 procent.